# Vitalij Ivanko
Vitalij Mykolajovyč Ivanko (in ucraino Віталій Миколайович Іванко?; Charkiv, 9 aprile 1992) è un ex calciatore ucraino, di ruolo attaccante.

## Carriera
Ha giocato nella massima serie dei campionati ucraino, cipriota, bielorusso, georgiano e montenegrino.